# Abscess
Abscess – amerykańska grupa deathmetalowa z Oakland. Zespół powstał w roku 1994, a stworzyli go Chris Reifert i Danny Coralles. Obydwaj dawniej byli członkami Autopsy.

## Członkowie

### Aktualny skład
- Joe Allan – gitara basowa
- Clint Bower – gitara, śpiew, gitara basowa
- Danny Coralles – gitara, gitara basowa
- Chris Reifert – perkusja, śpiew, gitara basowa

### Dawni członkowie
- Freeway Migliore – gitara basowa

## Dyskografia

### Dema
- Abscess (1994)
- Raw Sick & Brutal Noize! (1994)
- Crawled up from the Sewer (1995)
- Filthy Fucking Freaks (1995)

### Koncertowe
- Pustulation of Embrionic Flesh (na żywo podczas KZSU) (1994)

### Kompilacje
- Urine Junkies (1995)
- Thirst for Blood, Hunger for Flesh (2003)

### Splity
- Split z Deranged (2001)
- Split z Machetazo (2001)
- Split z Bloodred Bacteria (2005)
- Split z EatMyFuk – Raw, Sick and Filthy Noise  (2007)
- Split z Bonesaw (2008)
- Split z Population Reduction (2009)

### EP'ki
- Throbbing Black Werebeast (1997)
- Open Wound (1998)

### Albumy studyjne
- Seminal Vampires and Maggot Man (1996)
- Tormented (2000)
- Through the Cracks of Death (2002)
- Damned and Mummified (2004)
- Horrohammer (2007)
- Dawn of Inhumanity (2010)